# FitzGerald Special

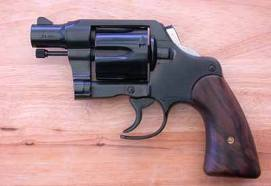
O Fitz Special

O Fitz Gerald Special, "Fitz Special" ou "Fitz Colt" é um conceito de revólver de cano curto que foi lançado por John Henry Fitzgerald (também conhecido como "Fitz"), um funcionário da Colt Firearms de 1918 a 1944. Embora os historiadores discordem , acredita-se que entre 40 e 200 "Fitz Specials" saíram da fábrica, feitos a partir de vários revólveres Colt, pelo próprio Fitzgerald. O Fitz Special foi o precursor do revólver de cano curto moderno, e especificamente o protótipo do Colt Detective Special.

## Características
Os revólveres Fitz Special são fabricados a partir de qualquer revólver Colt de tamanho padrão, encurtando o cano para duas polegadas, encurtando a haste ejetora, removendo a "espora" do cão, arredondando a traseira da empunhadura e diminuindo sua base e removendo a metade frontal do guarda-mato. A remodelagem do cão e da empunhadura permite que a arma seja sacada rapidamente, com pouco risco de prender na roupa. O guarda-mato dividido pela metade facilita o acesso rápido ao gatilho, mesmo para atiradores com dedos grandes ou luvas.

## Aceitação
Os coronéis Rex Applegate e Charles Askins foram defensores do Fitz Special. O próprio Applegate carregava um "New Service Fitz Special" em .45 ACP, com empunhadura de marfim, que tinha gravado "TO REX FROM FITZ". Askins afirmou a respeito de seu "New Service Fitz Special" .45: "A maior arma de defesa que eu já tive". Charles Lindbergh, William Powell e Clyde Barrow também eram conhecidos por portarem Fitz Specials. O Fitz Special se tornaria uma conversão popular do mercado para muitos armeiros.[carece de fontes?]

## John Henry Fitzgerald
Além de ter inventado o conceito de revólver de cano curto e tê-lo colocado em prática, John Henry Fitzgerald era um apoiador ferrenho do tiro prático e do uso de silhuetas humanas nos treinamentos de policiais, ao ponto de cunhar a seguinte frase:
Tiro prático é colocar suas balas num corpo humano de tal maneira que os ditos humanos serão incapazes de atirar em você. A penalidade por não conseguir fazer isso é a perda da sua própria vida.— John Henry Fitzgerald